# Sheng Shichong
Sheng Shichong ou Chen Che-Tch'ong ou Shēn Shih-Ch'ung, surnom: Ziju est un peintre chinois des XVIe – XVIIe siècles, originaire de Huating (province du Jiangsu). Ses dates de naissance et de décès ne sont pas connues, mais on sait que sa période d'activité se situe vers 1611-1640.

## Biographie
Après avoir étudié avec Song Maojin (XVIe siècle) et Zhao Zuo, Sheng Shichong ne se limite pas aux styles de ses maîtres ni à ceux de l'école de Wu, de Shen Zhou et de Song Xu mais reçoit l'influence de Dong Qichang. On le décrit donc souvent comme un imitateur de Dong et dans ses paysages on retrouve la manière de l'école Yunjian qui compte beaucoup d'artistes professionnels.

Ses meilleures œuvres sont des rouleaux en longueur dans le style lettré, assez formaliste, de la fin de la dynastie Ming.

## Musées
- Boston (Mus. of Fine Arts) :
  - Paysage des quatre saisons, daté 1633, encre et couleurs légères sur papier, rouleau en longueur.
- Cologne (Mus. für Ostasiatische Kunst):
  - Paysage d'automne avec grands arbres et rivière, signé et daté 1611, encre et couleurs légères sur papier tacheté d'or, éventail.
- Pékin (Mus. du Palais):
  - Six études de paysages, d'après des maîtres anciens, sur papier tacheté d'or.
- Taipei (Nat. Palace Mus.):
  - Studio dans la nature odorante, signé et daté 1623.
  - Chaumière près de la rivière, œuvre signée et datée 1625, petit rouleau en longueur.
  - Paysage à la manière de Wang Meng, éventail signé.
- Tientsin:
  - Résidence rupestre, couleurs sur papier, rouleau en hauteur.